# Mario Wallenda
Mario Wallenda (* 6. Mai 1940; † 12. April 2015) war ein US-amerikanischer Artist und Mitglied der Artistenfamilie Wallenda. Er überlebte einen Sturz vom Hochseil schwer verletzt.

## Leben
Mario Wallenda wurde als Sohn von Phillip Kreis und Marian Mohlman geboren. Das Ehepaar hatte auf dem Hochseil in Pontchartrain Beach, New Orleans, geheiratet. Nachdem Marian Mohlman bei der Geburt ihres Sohnes gestorben war, wurde dieser von Karl Wallenda und dessen zweiter Ehefrau Helen im Alter von drei Tagen adoptiert. Karl Wallenda hatte schon in den 1920er Jahren die „Great Wallendas“ geleitet. Nachdem einmal die gesamte Truppe in Akron vom Seil gefallen, aber unverletzt geblieben war, wurden ihre Mitglieder als die „Flying Wallendas“ bezeichnet.

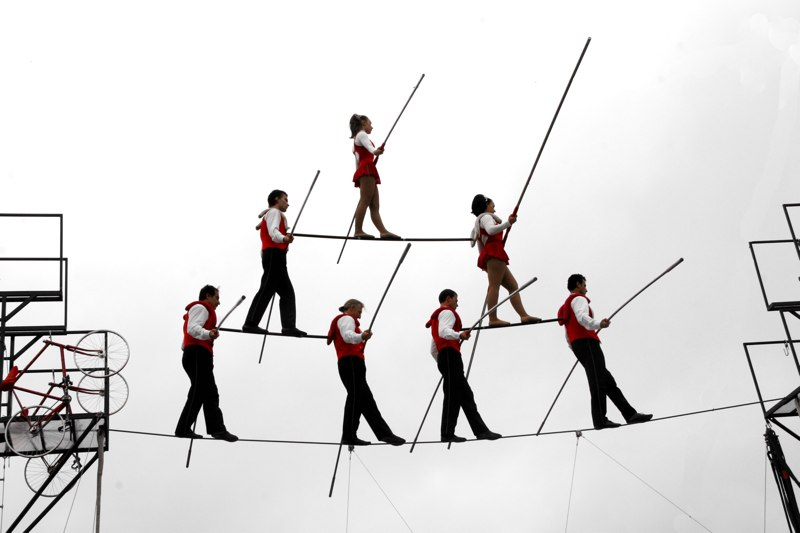
Eine Siebener-Pyramide im Jahr 2006

Mario Wallenda wuchs mit seiner Adoptivschwester Carla auf – eine weitere Tochter namens Jenny hatte Karl Wallenda aus erster Ehe – und wurde von Kindheit an zum Akrobaten ausgebildet. Eines der Glanzstücke der Flying Wallendas war eine aus sieben Personen gebildete Pyramide auf dem Hochseil, deren Spitzenmann bzw. -frau in einem Stuhl getragen wurde.
Am 30. Januar 1962 kam es im Detroit Coliseum bei dieser Nummer zu einem Unfall. An diesem Tag bildeten Dieter Schepp, ein Cousin Wallendas, der 1961 aus der DDR geflohen war, Mario Wallenda, Richard Faughnan und Gunther Wallenda die Basis der Pyramide. Auf der zweiten Ebene standen Karl Wallenda und dessen älterer Bruder Herman, die Spitzenposition nahm Jana Schepp ein.
Dieter Schepp verlor die Kontrolle und die Pyramide stürzte ein. Sowohl Schepp als auch die zwei Männer, die hinter diesem auf dem Seil gestanden hatten, fielen in die Tiefe. Schepp hatte noch einen Warnschrei ausgestoßen. Den übrigen Männern in der Truppe gelang es, sich am bzw. auf dem Seil zu halten und auch Jana Schepp vor dem Absturz zu bewahren, bis ein Sicherheitsnetz herbeigeschafft worden war. In dieses fiel die Artistin und zog sich dabei Verletzungen zu, die aber nicht lebensbedrohlich waren. Dieter Schepp und Richard Faughnan, der Ehemann der Wallenda-Tochter Jenny, starben bei dem Sturz, Mario Wallenda überlebte ihn, blieb aber gelähmt.
Ab 1963 wurde das Pyramidenkunststück dennoch wieder ins Programm der Flying Wallendas aufgenommen. Karl Wallenda schlug auch bereits 1962 vor, sein Adoptivsohn solle aufs Hochseil zurückkehren. Er wollte ihn im Rollstuhl über das Seil schieben und in der Mitte des Seils einen Handstand auf Mario Wallendas Schultern machen. Dieser lehnte aber ab, weil er im Zweifelsfall nicht in der Lage gewesen wäre, die Balance zu halten.
Erst sehr viel später, kurz vor Eintritt ins Rentenalter, kehrte Mario Wallenda, der 1963 eine Krankenschwester geheiratet hatte und mit seiner Ehefrau Linda in Sarasota, Florida, lebte, aufs Seil zurück. Auf dem sogenannten „sky cycle“, einem Elektrorad, fuhr er über ein Seil, das in 40 Fuß Höhe zwischen zwei Kränen gespannt war.
Einige Jahre zuvor war ein ähnliches Vorhaben, mit dem Mario Wallenda bei den Special Olympics hatte auftreten wollen, als zu riskant abgelehnt worden. Nachdem Mario Wallendas Neffe Tino Wallenda in dieser Sache von den Verantwortlichen einer TV-Show, die ihrerseits mit Guinness World Records zu tun hatten, kontaktiert worden war, wurde die Idee wieder aufgenommen. Das Fahrrad wurde gebaut und im Jahr 2001 wurde in Sarasota Mario Wallendas Fahrt über den Draht für die Fernsehshow aufgenommen. Doch Wallenda machte keine dauerhafte Nummer mehr aus diesem Auftritt. Bei einem zweiten Versuch mit dem Rad, der Jahre später vorgenommen wurde, erlebte Mario Wallenda eine Angstattacke auf dem Draht. Jenny Wallenda, die ihren Adoptivbruder managen wollte, war nicht in der Lage, die Nummer zu verkaufen, und so blieb das „sky cycle“ in Wallendas Garage stehen. Pläne, damit z. B. den Grand Canyon zu überqueren, setzte Mario Wallenda nicht mehr in die Tat um.